# Banque Centrale de Syrie
Die Banque Centrale de Syrie (französisch für Zentralbank Syriens; arabisch مصرف سورية المركزي, DMG maṣrif sūriyya al-markazī; englisch Central Bank of Syria) ist die Zentralbank der Arabischen Republik Syrien. Der Sitz befindet sich in der Hauptstadt Damaskus. Es gibt Zweigstellen in den wichtigsten Städten des Landes.
In den Sanktionen gegen die syrische Regierung seitens der EU aufgrund des Bürgerkriegs ist die Zentralbank Syriens mit einem Embargo für alle Transaktionen mit Ländern der EU belegt.